# 一条町
一条町（いちじょうちょう）は、徳島県板野郡にあった町。現在の吉野川市鴨島町牛島の一部および阿波市吉野町西条・吉野町五条にあたる。本項では町制前の名称である一条村（いちじょうそん）についても述べる。

## 地理
- 河川 ： 吉野川、宮川内谷川

## 歴史
- 1889年（明治22年）10月1日 - 町村制の施行により、西条村・五条村の区域をもって一条村が発足。
- 1899年（明治33年）7月12日 - 吉野川が増水。須賀で堤防が決壊して人家30数戸と小学校が流失[1]。
- 1923年（大正12年）2月11日 - 一条村が町制施行して一条町となる。
- 1954年（昭和29年）3月20日 - 大字西条のうち字先須賀・四ツ屋を麻植郡牛島村に編入。
- 1957年（昭和32年）3月31日 - 阿波郡柿島村の一部（大字柿原）と合併して板野郡吉野町が発足。同日一条町廃止。